# 鼓楼区 (南京市)
鼓楼区（ころう-く）は、中華人民共和国江蘇省南京市に位置する市轄区。

## 歴史沿革
前進は中華民国時代の第6区（城北北区）であり、中華民国時代に重要建設物が多数建造されたため区内に多くの政府機関、大使館領事館、教育施設、洋館の遺構が残っている。江蘇省政府は区内の北京西路に駐在する。中華民国時代にも駐華日本大使館が区内の北京西路3号におかれるなど、副都心的役割を担っていた。現在もその建物が一部残っており、会社事務所として使われている。

## 地理
南京城の西北部に位置し、江蘇省委員会、省政府機関を有する行政の中心である。
エリアは東を中央路、中山路を境として、玄武区に隣接し、南を漢中路、漢中門大街を境として秦淮区、建鄴区と接している。
西は長江まで、建鄴区の江心洲を挟んで向かい合っている。
北は長江に面し、対岸は浦口区である。

## 施設
- 大学：南京大学
- 中学：
- 小学：
- 病院：鼓楼医院、江蘇省省級機関医院、东南大学付属中大医院、江蘇省人民医院、南京市児童医院(広州路院区)、南京脳科医院、南京市胸科医院など
- 交通：

## 観光地
鼓楼、閲江楼、清涼寺、石頭城、魏源故居、紫峰タワーなど。

## 行政区画
13街道を管轄する。
| 番号 | 街道名     | 番号 | 街道名       |
| ---- | ---------- | ---- | ------------ |
| 01   | 寧海路街道 | 08   | 熱河南路街道 |
| 02   | 華僑路街道 | 09   | 下関街道     |
| 03   | 湖南路街道 | 10   | 建寧路街道   |
| 04   | 中央門街道 | 11   | 宝塔橋街道   |
| 05   | 挹江門街道 | 12   | 小市街道     |
| 06   | 江東街道   | 13   | 幕府山街道   |
| 07   | 鳳凰街道   |      |              |